# グスタフ (ヴァーサ公)
グスタフ・フォン・ホルシュタイン＝ゴットルプ（Gustav von Holstein-Gottorp, 1799年11月9日 - 1877年8月5日）は、スウェーデン王グスタフ4世アドルフと王妃フレドリカの長男。スウェーデン王太子だったが、父王とともに廃された。

## 生涯
国王の長男として生まれたため、すぐに王太子に立てられた。1809年、10歳の年に父王はクーデターで廃位され、一家はヨーロッパ各国を放浪する亡命生活を余儀なくされた。父王の支持者はグスタフ王子の王太子としての地位を認めさせようとしたが、成功しなかった。その間に、父王に代わって王位に就いた大叔父カール13世が嗣子なくして1818年に没し、ホルシュタイン＝ゴットルプ家最後のスウェーデン王となった。王位を継承したのは、フランス元帥・ポンテコルヴォ公ジャン＝バティスト・ベルナドット改めカール14世ヨハンである。
グスタフはその後、オーストリア軍の将校となり、1829年に皇帝フランツ1世からヴァーサ公（Prinz von Wasa）の称号を授けられた。1836年には陸軍少将となった。
1828年にオランダ王ウィレム1世の王女マリアンネとの縁談が持ち上がったが、カール14世ヨハンの反対もあって破談に終わった。2年後の1830年にバーデン大公カールの娘で従妹に当たるルイーゼ大公女と結婚した。1832年に男子が生まれたが、誕生後間もなく死亡した。翌1833年に生まれた娘カロラはザクセン王アルベルトと結婚したが、子は生まれなかった。
グスタフは1877年にピルニッツ（現在のドレスデンの一角）で死去したが、1884年に遺体がストックホルムへ運ばれ、父王のそばに埋葬された。